# Colônia de Roanoke

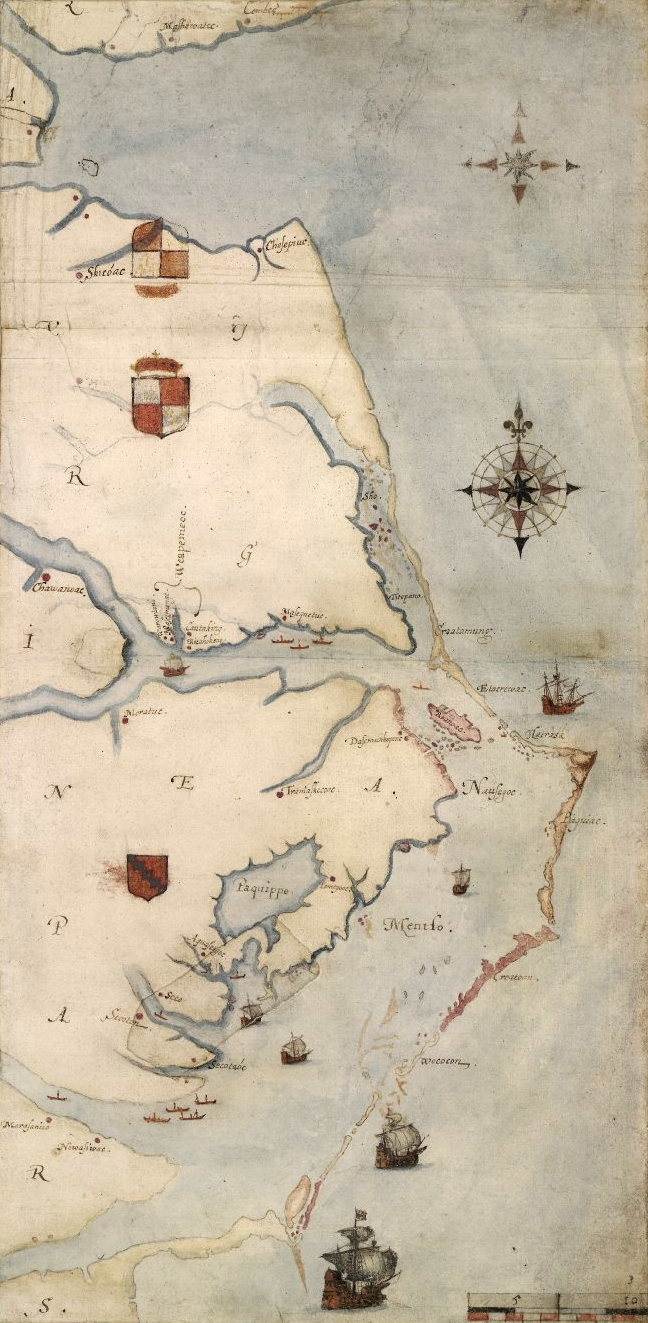
Um mapa da região de Roanoke, por John White.

A Colônia de Roanoke na Ilha de Roanoke no Condado de Dare na atual Carolina do Norte foi um empreendimento financiado e organizado por Sir Walter Raleigh em fins do século XVI para estabelecer um assentamento inglês permanente na Colônia da Virgínia. Entre 1585 e 1587, grupos de colonos foram deixados ali com este intuito, todos os quais ou abandonaram a colônia ou desapareceram. O último grupo desapareceu após um período de três anos passado sem suprimentos vindos da Inglaterra, o que levou ao surgimento de um mistério que perdura até os dias de hoje, conhecido como "The Lost Colony" ("A Colônia Perdida"). A principal hipótese é que os colonos foram absorvidos por uma das populações indígenas locais, embora também possam ter sido massacrados, pelos espanhóis ou pelos índios powhatan.

## Raleigh recebe uma concessão para colonizar a Virgínia

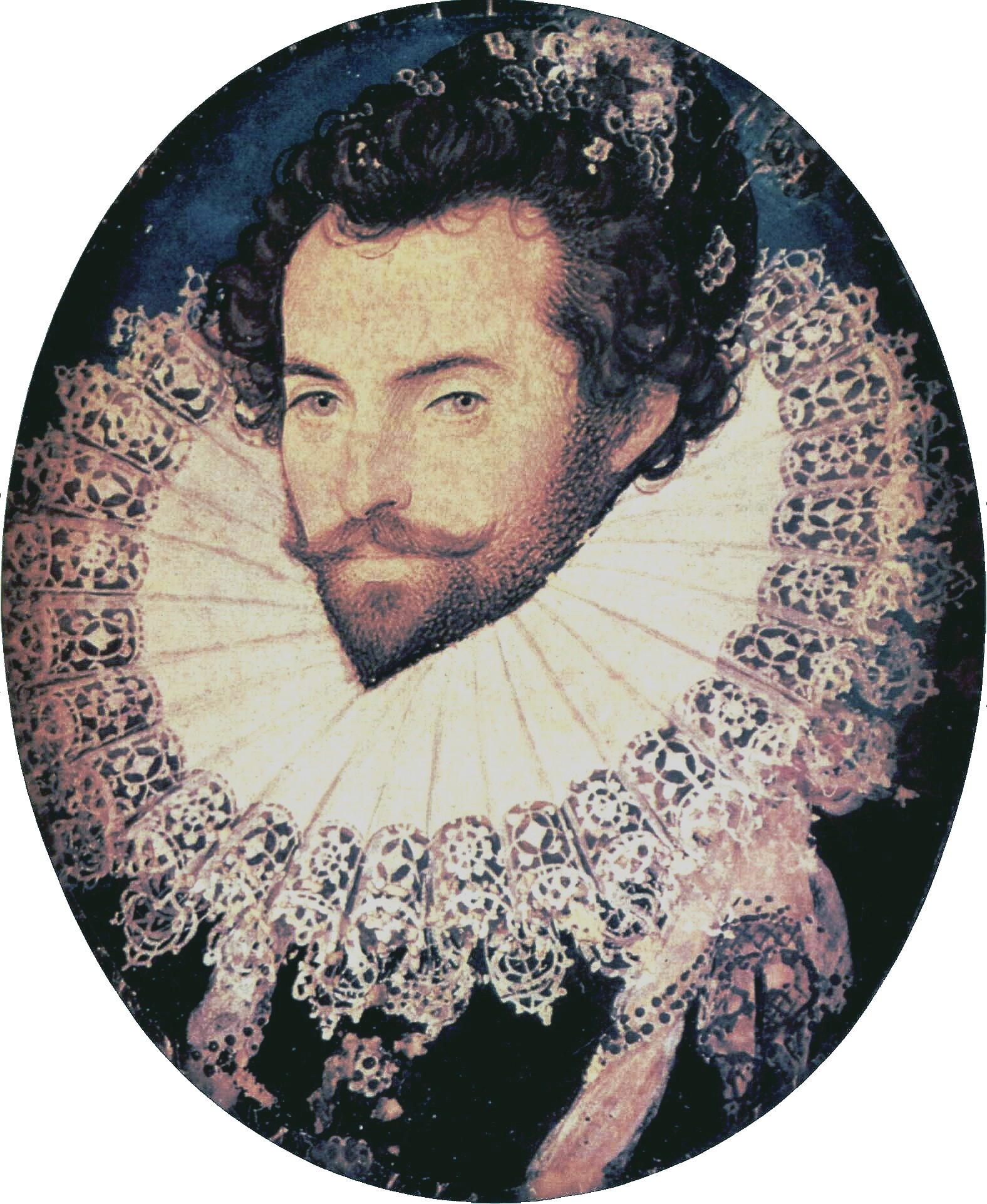
Sir Walter Raleigh.

Sir Walter Raleigh havia recebido uma carta régia da rainha Elizabeth I para a colonização da região da América do Norte conhecida como Virgínia. A carta especificava que Raleigh tinha dez anos para estabelecer um assentamento na América do Norte ou perderia os direitos de colonização.
Raleigh e Elizabeth pretendiam que o empreendimento provisse riquezas do Novo Mundo e uma base a partir da qual seriam enviados corsários para inteceptar os navios carregados de tesouros da frota espanhola.

## Exploração
Em 1584, Raleigh despachou uma expedição para explorar a costa oriental da América do Norte em busca de um sítio apropriado. A expedição foi liderada por Phillip Amadas e Arthur Barlowe, os quais escolheram os Outer Banks da moderna Carolina do Norte como ponto ideal a partir do qual poderiam atacar os espanhóis, que possuíam assentamentos ao sul, e continuar a fazer contatos com os índios americanos, a tribo croatana dos pamlicos.

## Primeiro grupo

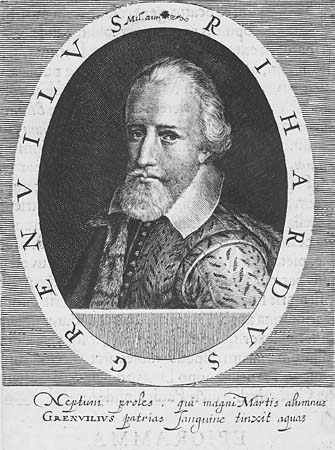
Sir Richard Grenville.

Na primavera seguinte, uma expedição colonizadora composta unicamente por homens, muitos dos quais soldados veteranos que haviam lutado para estabelecer o domínio inglês na Irlanda, foi enviada para fundar a colônia. O líder desta tentativa de assentamento, Sir Richard Grenville, ficou encarregado de avançar a exploração da área, estabelecer a colônia e voltar à Inglaterra com notícias sobre o sucesso do empreendimento. O estabelecimento da colônia foi inicialmente postergado, talvez porque a maior parte dos suprimentos alimentícios dos colonos tenham sido arruinados quando a nau-capitânia Tyger encalhou num baixio na chegada aos Outer Banks. Após uma exploração inicial da costa continental e de uma recepção cordial por parte das populações indígenas ali assentadas, os nativos da aldeia de Aquascogoc foram acusados de roubar uma xícara de prata. Numa retaliação despropositada, Grenville ordenou então que a aldeia fosse incendiada.
Apesar deste grave incidente e da falta de comida, em agosto de 1585, Grenville decidiu deixar Ralph Lane e 107 homens para fundar a colônia inglesa no norte da ilha de Roanoke, onde um forte havia sido construído. Prometeu retornar em abril de 1586, com mais homens e suprimentos.
Todavia, em abril de 1586, Grenville ainda não havia voltado e a atitude beligerante dos colonos (que faziam reféns e roubavam a comida dos índios) já havia despertado grande hostilidade entre as tribos vizinhas. Rumores davam conta de que Wingina, cacique da tribo de Roanoke, planejava atacar os colonos antes que estes roubassem seus suprimentos; ao tomar conhecimento disto, Lane resolveu agir primeiro. Foi até a aldeia de Dasamonquepeuc com seus homens, pretensamente para discutir uma reclamação e, lá dentro, atacaram os índios a traição, decapitaram Wingina e puseram fogo à aldeia.
Em junho, todavia, os colonos receberam a visita da frota de Sir Francis Drake, que havia feito uma pausa para descanso após uma bem-sucedida incursão às bases espanholas no Caribe e Flórida. Drake ofereceu um barco, o Francis, e um mês de suprimentos para que os colonos retornassem à Inglaterra. Lane não parecia muito propenso a partir e, a princípio cogitou em mandar de volta somente os doentes. Todavia, uma grande tempestade (talvez um furacão) atrapalhou os planos de Drake e dos colonos, dispersando a frota e fazendo com que o Francis fosse arrastado para alto-mar. Drake, então, ofereceu um segundo navio, o Bonner, grande demais para navegar pela enseada, e Lane então decidiu que era hora de partir. Assim, em 18 de junho de 1586, terminou de forma confusa a primeira tentativa de colonização.
Três homens foram deixados para trás e se tornaram os primeiros "colonos perdidos". Quando Grenville finalmente chegou, duas semanas mais tarde, com suprimentos e 400 homens, a colônia foi encontrada deserta. Grenville decidiu não deixar um grande contingente, e destacou apenas quinze homens para garantir a presença inglesa na região e proteger os direitos de Raleigh sobre a Virgínia.

## Segundo grupo

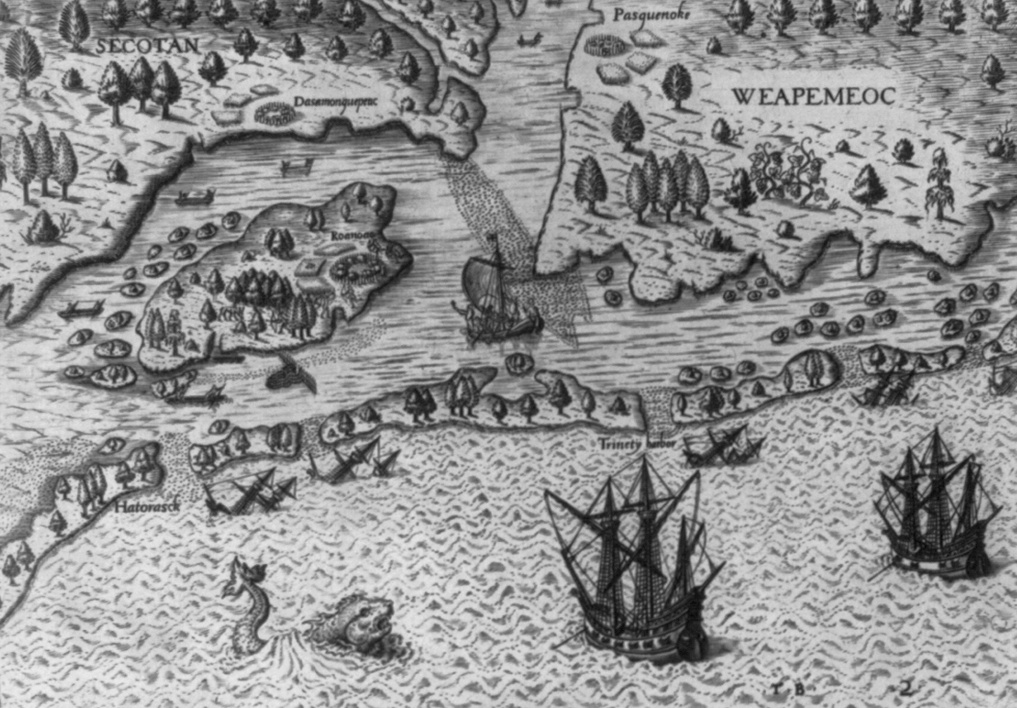
Mapa desenhado por John White, mostrando a costa da Virgínia junto aos Outer Banks, com os territórios nativos de Secotan e Weapemeoc no continente, e a comunidade de Roanoake, numa ilha na foz de um rio (c.1590).

Em 1587, Raleigh decidiu enviar outro grupo de colonizadores. Desta vez, seus planos eram muito mais ambiciosos e ele pretendia fundar não mais uma colônia, mas uma cidade: a Cittie of Ralegh, oficialmente constituída em 7 de janeiro de 1587. Em número de 115, incluindo 16 mulheres e 9 meninos, os novos colonos eram pessoas que haviam investido no projeto ou que haviam se vinculado ao mesmo com suas famílias, em troca de 500 acres de terra e participação na administração da colônia.
Liderados por John White, um artista e amigo de Raleigh que havia acompanhado as expedições anteriores à Roanoke, o novo grupo tinha por incumbência substituir os quinze homens deixados por Grenville no ano anterior, e encontrar um local de assentamento mais ao norte, na baía de Chesapeake, onde navios de grande porte pudessem atracar. A bordo do Lyon, embarcação de quase 120 toneladas de capacidade e acompanhados por uma pinaça e um barco rápido, o grupo deixou a Inglaterra em 8 de maio de 1587. O barco rápido desapareceu numa tempestade, ao largo da costa de Portugal. Em 16 de julho, avistaram o continente (mas fora da localização correta, por erro do piloto da frota) e em 22 de julho, finalmente chegaram a Roanoke.

### A chegada
Ao desembarcar da pinaça na ilha de Roanoke, acompanhado por 40 homens, John White esperava fazer contato com os quinze homens de Grenville e depois velejar para o norte em busca de um bom local para estabelecer a Cittie of Ralegh. Todavia, depararam-se com o forte devastado e nenhum sinal de seus habitantes, exceto o esqueleto de um deles. Pouco tempo depois, o barco rápido desaparecido na costa de Portugal chegou à ilha.
Cerca de uma semana após a chegada dos ingleses, um dos colonos, George Howe, foi morto numa emboscada enquanto pescava. Foi então organizada uma patrulha de vinte homens, chefiados por Edward Stafford e acompanhada do índio croatano Manteo, intérprete do grupo. O grupo dirigiu-se para a ilha Croatoan, lar de Manteo, em busca de pistas sobre os culpados pelo crime. Ali, os croatanos informaram à Stafford que Howe havia sido morto por membros da tribo de Wingina. Como represália, Stafford e doze dos seus homens atacaram a aldeia de Dasamonquepeuc. Só tardiamente tomaram ciência de que os roanokes haviam fugido após o assassinato, temendo a reação dos ingleses, e que os croatanos haviam ocupado a aldeia, para colher o milho abandonado pelos fugitivos.
Curiosamente, o índio Manteo culpou o próprio povo por não ter alertado os ingleses para esse possível mal-entendido, e, por sua lealdade, em 13 de agosto de 1587 ele tornou-se simultaneamente o primeiro ameríndio batizado pelo protestantismo, e também a primeira pessoa a receber um título de nobreza inglês no Novo Mundo, tendo sido nomeado por Sir Walter Raleigh como  Lorde de Roanoke e de Dasamonquepeuc. Em 18 de agosto de 1587, outro acontecimento trouxe alegria à colônia: o nascimento da primeira criança de pais ingleses no Novo Mundo, Virginia Dare, filha de Elinor White Dare e neta de John White. Tempos depois, Margery Harvey deu à luz uma outra criança, cujo nome e sexo não foram preservados.

### A partida
Em 22 de agosto, um mês depois da chegada, tornou-se claro que a colônia, para subsistir, precisaria de mais suprimentos com urgência. Alguém teria de voltar à Inglaterra para providenciar isso, e, após um pedido por escrito assinado em peso pelos colonos, John White teve de assumir a empreitada. Antes de partir, porém, combinou com os colonos que, caso estes necessitassem abandonar o forte em virtude de um ataque, deveriam gravar o destino planejado e uma cruz-de-malta numa árvore, para orientar um eventual grupo de resgate. Finalmente, em 25 de agosto, ele zarpou de volta para casa.
Cruzar o Atlântico em época tão avançada do ano era um risco considerável, conforme exposto pelo piloto Simon Fernandez. Além disso, quando a frota chegou aos Açores, dos quinze marujos do barco rápido, apenas cinco estavam em condições de trabalhar. A bordo do Lyon, para desespero de White, o piloto Fernandez também parecia não ter a menor pressa de chegar à Inglaterra, preferindo passar algum tempo procurando navios espanhóis para saquear. Apesar das péssimas condições de navegação, White preferiu arriscar-se e seguir com o barco rápido, o qual somente em meados de outubro chegou às costas da Irlanda.
Mesmo após chegar à Inglaterra, as provações de White não terminaram. A ameaça da Invencível Armada de Filipe II de Espanha inviabilizou o envio imediato de uma frota de resgate. Embora White houvesse conseguido seis barcos pequenos, apenas após uma longa espera de quatro meses as duas embarcações menores, a barca Brave de 30 toneladas e a pinaça Roe, de 25, foram consideradas inadequadas para o plano de defesa da Inglaterra e liberadas para partir. Todavia, o Brave envolveu-se em combate contra navios franceses maiores e foi obrigado a retornar ao porto de origem. Pouco depois, o Roe tomou o mesmo rumo.

### O retorno

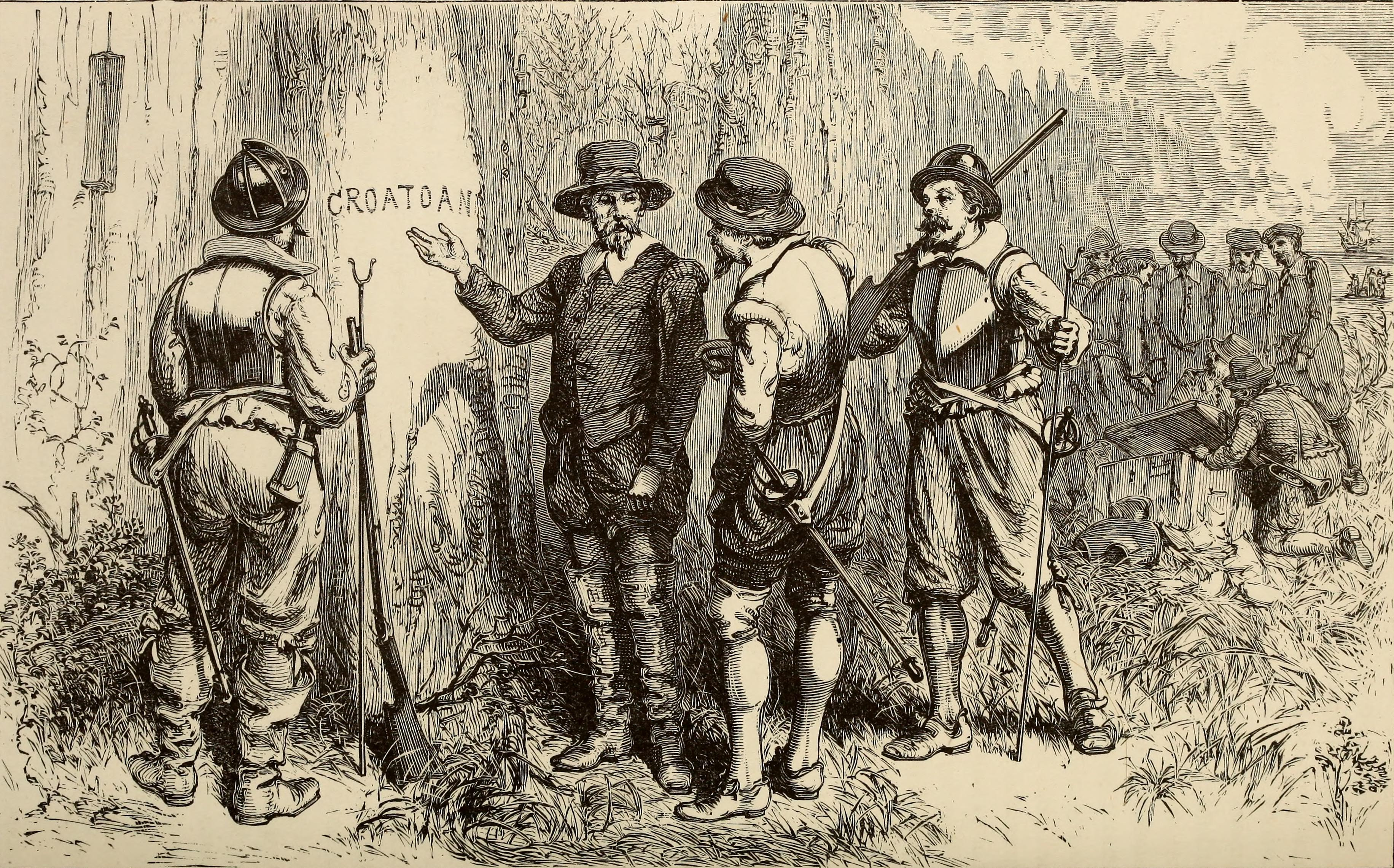
CROATOAN, gravado num tronco do forte de Roanoke.

A batalha contra a Invencível Armada foi fatal para a ideia de um retorno rápido à Roanoke. Apenas em 15 de agosto de 1590, três anos após sua partida, White pisou novamente nos Outer Banks. No dia seguinte, os ingleses avistaram uma coluna de fumaça saindo da ilha, e supuseram que se tratava de um sinal feito pelos colonos. Todavia, não foi encontrado nenhum vestígio deles ao longo da costa. Em 18 de agosto, aniversário de Virginia Dare, os ingleses chegaram ao sítio da colônia. Num dos troncos da paliçada que cercava o forte, havia sido gravada a palavra CROATOAN, e CRO, numa árvore próxima, mas sem a cruz-de-malta que indicaria um ataque inimigo. No interior da paliçada, as casas haviam sido derrubadas e havia uma grande quantidade de implementos metálicos espalhados pelo chão, já cobertos pelo mato.
White pretendia velejar até a ilha Croatoan para verificar se os colonos realmente estavam lá, mas problemas com as embarcações e a ameaça de uma grande tempestade inviabilizaram seu propósito. No dia seguinte, a frota levantou âncora de volta à Inglaterra. White jamais retornou à Roanoke.

## Hipóteses sobre o desaparecimento dos colonos de Roanoke
O fim da colônia de 1587 permanece um mistério, e existem várias hipóteses sobre o destino dos colonos. A principal delas é que eles se dispersaram e foram absorvidos ou pelos índios  da região, croatanos ou hatteras, ou por algum outro povo algonquino; teoricamente, isto ainda poderia ser comprovado através de análises de DNA.

### Tuscarora

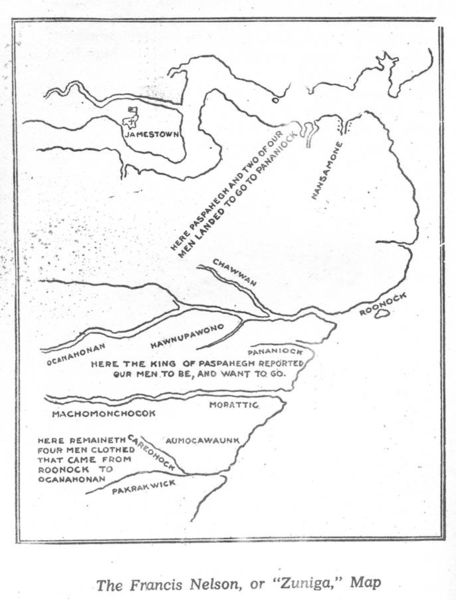
O mapa registra a presença de "4 men clothed that came from roonock" (sic) por volta de 1608.

Em "The Lost Colony in Fact and Legend"  de F. Roy Johnson, o co-autor Thomas C. Parramore escreveu:
| “ | ...A evidência de que alguns dos Colonos Perdidos ainda estavam vivos por volta de 1610 em território Tuscarora é convincente. Um mapa do interior da região do que agora é a Carolina do Norte, desenhado em 1608 por Francis Nelson, residente em Jamestown, é o testemunho mais eloquente neste respeito. Este documento, o assim chamado "Mapa Zuniga", informa que "4 homens vestidos com roupas que vieram de roonock" ainda estavam vivos na cidade de Pakeriukinick, evidentemente um sítio iroquês no Neuse." Também diz que, "...Por volta de 1609 havia rumores em Londres sobre ingleses de Roanoke vivendo sob o comando de um chefe denominado "Gepanocan" e aparentemente em Pakerikinick. Foi dito que Gepanocan mantinha quatro homens, dois garotos e, "uma jovem donzela" (Virginia Dare?) de Roanoke como artesãos..." | ” |

Em 10 de fevereiro de 1885, o deputado estadual Hamilton McMillan obteve a aprovação do "Croatan bill", o qual oficialmente designava a população indígena em torno do Condado de Robeson como croatana. Dois dias depois, em 12 de fevereiro de 1885, o Fayetteville Observer publicou um artigo a respeito das origens dos índios do condado. O artigo diz declara:
| “ | ...…"Eles dizem que suas tradições dizem que o povo que chamamos de índios croatanos (embora eles não reconheçam este nome como o de sua tribo, mas somente de uma aldeia, e que eles eram Tuscaroras), sempre foram amigos dos brancos; e encontrando-os empobrecidos e desesperados por jamais terem recebido ajuda da Inglaterra, persuadiram-nos a abandonar a ilha, e rumar para o continente. …Eles gradualmente perderam contato com o assentamento original e finalmente fixaram-se em Robeson, quase no centro do condado..." | ” |

### Condado de Person
Um lenda similar afirma que os nativos do Condado de Person, Carolina do Norte, são descendentes dos colonos ingleses da ilha de Roanoke. Com efeito, quando este índios foram contatados por colonos subsequentes, observaram que os nativos quase falavam inglês e professavam a religião cristã. O grupo também tinha recordações dos bebês nascidos na ilha de Roanoke e muitos exibiam características físicas dos brancos europeus mescladas com características dos ameríndios. Outros deram um desconto nessas coincidências e classificaram os habitantes do Condado de Person como um ramo da tribo saponi.

### Chesepianos
Outros teorizam que a colônia mudou-se em peso e foi destruída posteriormente. Quando o capitão John Smith e os colonos de Jamestown chegaram à Virgínia em 1607, uma das tarefas que lhes haviam sido atribuídas era descobrir o paradeiro dos colonos de Roanoke. Os nativos contaram ao capitão Smith que havia pessoas num raio de cinquenta milhas de Jamestown, que se vestiam e viviam como os ingleses.
O cacique Wahunsunacock (mais conhecido como Chefe Powhatan) também falou ao capitão Smith sobre a Confederação Powhatan da Península da Virgínia, e de como esta havia dizimado os colonos de Roanoke pouco antes da chegada dos colonos de Jamestown, porque os ingleses estavam vivendo com os chesepianos, uma tribo que vivia na parte oriental da moderna sub-região de South Hampton Roads e que se recusou a juntar-se à Confederação. Evidências arqueológicas encontradas em Great Neck Point na moderna Virginia Beach, no sítio onde se ergueu a aldeia dos chesepianos, sugerem que essa tribo estava relacionada com os pamlicos, em vez dos powhatans.
O Chefe Powhatan alegadamente apresentou vários implementos de ferro ingleses para corroborar sua assertiva. Não foram encontrados corpos, embora houvesse relatos sobre um outeiro funerário indígena na área de Sewell's Point em Pine Beach, atual região de Norfolk, onde a principal aldeia dos chesepianos, Skioak, pode ter estado localizada.
A hipótese tem sido questionada porque, de acordo com a The Historie of Travaile into Virginia Britanica (1612) de William Strachey, os chesepianos foram eliminados porque os pajés dos powhatan os alertaram que "da  Baía de Chesapeake uma nação se levantará, a qual dissolverá e porá fim ao seu império". Strachey, que chegou na  Colônia da Virgínia em maio de 1610 com a Third Supply, estava cônscio do mistério dos colonos de Roanoke, mas não fez nenhuma menção a eles no conjunto de seus escritos sobre o destino dos chesepianos nas mãos dos powhatans.

### Perdidos no mar
Outros ainda especularam que os colonos simplesmente desistiram de esperar e tentaram retornar à Inglaterra por conta própria, perecendo na tentativa. Quando o governador White partiu em 1587, deixou uma pinaça com os colonos e vários barcos pequenos para exploração da costa e mudança da colônia para o continente.

### Espanhóis
Existe quem teorize que os espanhóis destruíram a colônia. Anteriormente no século XVI, os espanhóis destruíram as evidências da colônia francesa em Fort Charles na Carolina do Sul meridional e depois massacraram os residentes de Fort Caroline, outra colônia francesa localizada próxima da moderna Jacksonville, Flórida. Isto, todavia, é improvável, visto que por volta de 1600, os espanhóis ainda estavam procurando a localização da mal-sucedida colônia inglesa, dez anos depois de White ter descoberto que os colonos haviam desaparecido.

## Fatores climáticos
Em 1998, uma equipe liderada pelo climatólogo David W. Stahle da University of Arkansas, Departmento de Geografia, em Fayetteville, e pelo arqueólogo Dennis B. Blanton, do Centro de Pesquisa Arqueológica do College of William and Mary em Williamsburg, usou três cortes de troncos de ciprestes de 800 anos de idade da região da ilha de Roanoke, na Carolina do Norte, e de Jamestown, na Virgínia, para reconstruir a cronologia de precipitações e temperatura.
Os pesquisadores concluíram que os colonizadores da colônia perdida desembarcaram na ilha de Roanoke no verão do pior período de seca em 800 anos. "Esta seca persistiu por três anos, de 1587 à 1589, e é o mais seco intervalo de três anos em toda a reconstituição dos últimos 800 anos", declarou a equipe ao periódico Science. Um mapa mostra que "a seca na colônia perdida afetou todo o sudeste dos Estados Unidos mas foi particularmente grave na região de Tidewater próxima de Roanoke". Os autores sugeriram que os croatanos que foram mortos a tiros pelos colonos podem ter saqueado a vila abandonada em busca de comida, como consequência da seca. A dramática redução nas fontes de alimentos pode ter ainda forçado os colonos a abandonar Roanoke e tentar a sorte no continente.

## Evidências arqueológicas
Em 1998, a East Carolina University organizou o "The Croatoan Project", uma investigação arqueológica dos eventos de Roanoke. A equipe de escavação enviada à ilha descobriu um anel de sinete inglês do século XVI, em ouro de 10 quilates (42% de pureza), um mosquete de pederneira e dois farthings de cobre também do século XVI no antigo sítio da capital de Croatoan, 80 km de distância da antiga colônia de Roanoke. Genealogistas foram capazes de relacionar o leão coroado do sinete à cota de armas dos Kendall e concluíram que o anel muito provavelmente pertenceu a um certo "Mestre" Kendall que é lembrado como tendo vivido na colônia de Ralph Lane na ilha de Roanoke, entre 1585 e 1586. Se esse for o caso, o anel representa a primeira conexão material entre os colonos de Roanoke e os nativos da ilha Hatteras.

## ProjetoLost Colony DNA
Desde 2005, uma nova tentativa está em curso através do Lost Colony Center for Science and Research, para usar testes de DNA para provar ou desmentir a afirmação de que alguns sobreviventes da Colônia Perdida foram assimilados pelas tribos indígenas locais, seja através de adoção ou de escravização. Uma grande porcentagem de sobrenomes dos colonos desaparecidos existem entre membros destas tribos. Além disso, foram descobertas escrituras e testamentos que dão suporte à essa teoria. O Lost Colony DNA Project tentará localizar e testar tantos descendentes potenciais quanto possível. Também se pretendem fazer testes em alguns restos humanos antigos.

## A Colônia Perdida na cultura popular

### Drama sinfônico
Escrita pelo dramaturgo Paul Green vencedor do Pulitzer Prize em 1937 para comemorar o 350º aniversário de nascimento de Virginia Dare, a primeira criança de pais ingleses nascida no Novo Mundo, The Lost Colony é um drama épico encenado ao ar livre o qual combina música, dança e representação para narrar uma reconstituição fictícia do destino da Colônia de Roanoke. Tem sido encenada no Waterside Theater do Fort Raleigh National Historic Site na ilha de Roanoke durante os meses de verão quase que continuamente desde esse ano, com exceção do período durante a II Guerra Mundial. Membros do elenco que despontaram para a fama incluem Andy Griffith (que interpretou Sir Walter Raleigh), William Ivey Long, Chris Elliott, Terrence Mann, e o correspondente do Daily Show Dan Bakkedahl.

### Literatura
Vários livros de ficção, particularmente de ficção científica, foram escritos sobre o destino da Colônia Perdida. Entre eles:
- Dare (Philip José Farmer, 1965): Virginia e os outros colonos de Roanoke são abduzidos por alienígenas e levados para um planeta a 200 anos-luz da Terra, denominado Dare. Publicado na Colecção Argonauta como Dare, a colónia perdida.
- Virginia, ISBN 978-1-4116-6763-1 (Henrik Moller, 2005): um velho computador (que revela-se uma espécie de máquina do tempo) transporta Virgínia Dare de Roanoke para o sótão da casa do jovem Evan, em 2002. Com a ajuda da família, Evan tentará descobrir o que aconteceu com a Colônia Perdida e devolver a menina à sua época.

### Cinema
No filme Mistério da Rua 7, todas as pessoas desaparecem misteriosamente e é possível ver, na rua, "Croatoan" escrito numa ponte, uma referencia ao desaparecimento da Colônia de Roanoke.
No filme A Tempestade do Século, há uma representação considerável sobre a lenda de Croatoan.
No filme Caçadores de Mentes, também há uma referência a Croatoan.

### Televisão
O episódio Croatoan da série de televisão Supernatural, contou a história de uma cidade onde um vírus demoníaco infestava os habitantes e os transformava em "zumbis" com personalidade selvagem. A infecção dava-se através do contato com sangue infectado. Após a noite de terror, a população infectada desapareceu, porém o sangue contaminado que estava no hospital local, ficou misteriosamente limpo da infecção. Assim, no enredo do episódio, o sumiço da população também se torna um mistério para os irmãos, porém, ao final do mesmo, fica-se claro que o ataque do vírus foi um teste de Azazel (Demônio do olho amarelo), para ver se Sam era imune a tudo, já que o irmão Winchester é infectado, porém a doença não se manifesta. Croatoan é a mesma palavra encontrada nas árvores da colônia de Roanoke. O personagem de Jared Padalecki, Sam Winchester, conta ao irmão Dean Winchester, personagem de Jensen Ackles, a história da colônia de Roanoke, dando várias suposições sobre o sumiço da colônia, entre elas, um ataque demoníaco.
No décimo primeiro episódio da primeira temporada da série de televisão American Horror Story, Birth, a médium Billie Dean, personagem de Sarah Paulson ao explicar sobre as forças sobrenaturais que aprisionam um espírito dentro de um espaço cita a Colônia de Roanoke, segundo ela, todos os 117 homens, mulheres e crianças morreram misteriosamente e desde então a colônia se tornou conhecida como a Colônia Fantasma, assim, esses espíritos matavam sem pudor as tribos que ali resolviam habitar. Um ancião de uma das tribos decidiu que precisava expulsar esses espíritos, então coletou um talismã de cada um dos espíritos, queimou e invocou os espíritos e antes que estes pudessem fazer mal o ancião completou a maldição, que expulsaria os espíritos dali para sempre, usando a palavra Croatoan, a mesma encontrada em um poste da colônia.
Também em American Horror Story, virou o tema da 6º temporada da série, intitulado de AHS6, ou American Horror Story: Roanoke da FX. Estreou em 14 de setembro de 2016 nos Estados Unidos, pela primeira vez em sua história, a série estreou fora de outubro. O último episódio está previsto para ir ao ar em 16 de novembro de 2016. Detalhes sobre o enredo e elenco da temporada foram mantidos em segredo, uma abordagem de publicidade incomum para a série. O que se sabia sobre o tema da temporada é que ele giraria em torno das crianças, e nas palavras do cocriador Ryan Murphy será "mais escura", em contraste com a temporada anterior, Hotel. Após a divulgação de fotos tiradas em Santa Clarita, foi amplamente especulado que a temporada incorporaria o estranho desaparecimento da Colônia de Roanoke em 1590.
Na série televisiva Sleepy Hollow há, no quinto episódio da primeira temporada, um garoto que é levado por uma menina desconhecida a correr por uma floresta, desta forma, este garoto que estava na colônia de Roanoke vai parar na cidade de Sleepy Hollow no ano de 2013. Este garoto está infectado com uma praga demoníaca, a qual começa a ser passada para outros habitantes de Sleepy Hollow. Ichabod Crane percebe que o garoto não é deste tempo e sim de um passado distante e descoberto isso, ele percebe que este garoto pode ter vindo da lendária Colônia de Roanoke, o que se confirma durante o episódio. Ao final do episódio revela-se que na verdade todos os colonos já estavam mortos e não perdidos como se imaginava.

### Em português
- «Narrativa sobre a história da Colônia de Roanoke» (Em áudio)
- «Roanoke: a colônia que desapareceu - e a lenda que apareceu (por Kentaro Mori)»
- «O desaparecimento de colônia de Roanoke»